# Eric Ebron
(en) Statistiques sur pro-football-reference
Eric Ebron, né le 10 avril 1993 à Newark au New Jersey, est un joueur américain de football américain évoluant au poste de tight end.

## Biographie

### Carrière universitaire
Il étudie à l'université de la Caroline du Nord à Chapel Hill et joue alors pour les Tar Heels de la Caroline du Nord.

### Carrière professionnelle
Il est sélectionné à la 10e place de la Draft 2014 par les Lions de Détroit.
À son année recrue, il réalise 25 réceptions pour 248 yards et un touchdown en 13 matchs. Il réalise son premier touchdown face aux Jets de New York le 28 septembre 2014.
Le 14 mars 2018, il est libéré par les Lions. Quelques jours plus tard, il signe un contrat de deux ans avec les Colts d'Indianapolis. À sa première saison avec les Colts, il établit des sommets en carrière sur le nombre de réceptions, de yards gagnés en réception et de touchdowns. Il est sélectionné pour la première fois au Pro Bowl à la suite de ses performances avec sa nouvelle équipe.

## Statistiques
| Année              | Équipe               | MJ                 |     | Passes réceptionnées | Passes réceptionnées | Passes réceptionnées | Passes réceptionnées |       | Courses | Courses | Courses | Courses |  | Fumbles | Fumbles |
| Année              | Équipe               | MJ                 | Nb. | Yards                | Moy.                 | TD                   | Nb.                  | Yards | Moy.    | TD      | Nb.     | Perdus  |  |         |         |
| 2014               | Lions de Détroit     | 13                 | 25  | 248                  | 9,9                  | 1                    | -                    | -     | -       | -       | 0       | 0       |  |         |         |
| 2015               | Lions de Détroit     | 14                 | 47  | 537                  | 11,4                 | 5                    | -                    | -     | -       | -       | 0       | 0       |  |         |         |
| 2016               | Lions de Détroit     | 13                 | 61  | 711                  | 11,7                 | 1                    | 1                    | 1     | 1,0     | 1       | 0       | 0       |  |         |         |
| 2017               | Lions de Détroit     | 16                 | 53  | 574                  | 10.8                 | 4                    | -                    | -     | -       | -       | 1       | 1       |  |         |         |
| 2018               | Colts d'Indianapolis | 16                 | 66  | 750                  | 11,4                 | 13                   | 3                    | -8    | -2,7    | 1       | 1       | 1       |  |         |         |
| Totaux en carrière | Totaux en carrière   | Totaux en carrière | 252 | 2 820                | 11,2                 | 24                   | 4                    | -7    | -1,8    | 2       | 2       | 2       |  |         |         |